# (7620) Willaert
(7620) Willaert es un asteroide perteneciente al cinturón de asteroides, descubierto el 24 de septiembre de 1960 por Cornelis Johannes van Houten en conjunto a su esposa también astrónoma Ingrid van Houten-Groeneveld y el astrónomo Tom Gehrels desde el Observatorio del Monte Palomar, Estados Unidos.

## Designación y nombre
Designado provisionalmente como 4077 P-L. Fue llamado así en honor al compositor flamenco Adrian Willaert (1485-1562). Desde 1527 Willaert fue músico, director de orquesta y organista en la basílica de San Marcos. Combinó la polifonía holandesa con la música concertante italiana y fundó la escuela veneciana. Sus principales obras son motetes y madrigales.

## Características orbitales
Willaert está situado a una distancia media del Sol de 2,404 ua, pudiendo alejarse hasta 2,757 ua y acercarse hasta 2,051 ua. Su excentricidad es 0,147 y la inclinación orbital 1,362 grados. Emplea 1361,14 días en completar una órbita alrededor del Sol.
Pertenece a la familia de asteroides de (135) Hertha.

## Características físicas
La magnitud absoluta de Willaert es 14,85. Tiene 2,105 km de diámetro y su albedo se estima en 0,525.